# Bill Couturié
Bill Couturié est un producteur, réalisateur et scénariste américain.

## Filmographie
Comme producteur
- 1980 : Porklips Now
- 1983 : Twice Upon a Time
- 1984 : Vietnam Requiem
- 1987 : Dear America - Lettres du Viêt-nam (Dear America: Letters Home from Viêt Nam) (TV)
- 1989 : Common Threads: Stories from the Quilt
- 1991 : Memorial: Letters from American Soldiers
- 1994 : Loyalty & Betrayal: The Story of the American Mob (TV)
- 1996 : Ed
- 2001 : A Place at the Table
- 2002 : Mighty Times: The Legacy of Rosa Parks
- 2004 : Last Letters Home: Voices of American Troops from the Battlefields of Iraq (TV)
- 2006 : Boffo! Tinseltown's Bombs and Blockbusters

Comme réalisateur
- 1984 : Vietnam Requiem
- 1987 : Dear America - Lettres du Viêt-nam (Dear America: Letters Home from Viêt Nam) (TV)
- 1991 : Memorial: Letters from American Soldiers
- 1992 : Earth and the American Dream
- 1996 : Ed
- 2002 : The West Wing Documentary Special (TV)
- 2004 : Last Letters Home: Voices of American Troops from the Battlefields of Iraq (TV)
- 2006 : Boffo! Tinseltown's Bombs and Blockbusters

Comme scénariste
- 1983 : Twice Upon a Time
- 1987 : Dear America - Lettres du Viêt-nam (Dear America: Letters Home from Viêt Nam) (TV)
- 2006 : Boffo! Tinseltown's Bombs and Blockbusters